# Pseudapocryptes elongatus
Pseudapocryptes elongatus és una espècie de peix de la família dels gòbids i de l'ordre dels perciformes.

## Morfologia
- Els mascles poden assolir 20 cm de longitud total.[2][3]

## Hàbitat
És un peix de clima tropical (23 °C-28 °C) i demersal.

## Distribució geogràfica
Es troba des de l'Índia fins a Tahití i la Xina, incloent-hi el delta del riu Mekong.

## Observacions
És inofensiu per als humans i capaç de respirar aire.